# Myonycteris
Myonycteris är ett släkte i familjen flyghundar med tre arter som förekommer i Afrika och på afrikanska öar.
Arterna är:
- Myonycteris brachycephala lever bara på ön São Tomé och listas av IUCN som starkt hotad (EN).
- Myonycteris leptodon hittas från östra Guinea och Sierra Leone till sydcentrala Niger.
- Myonycteris relicta finns i östra Afrika från sydöstra Kenya till sydöstra Tanzania. En avskild population hittades i östra Zimbabwe. Arten listas som sårbar (VU).
- Myonycteris torquata förekommer från Kamerun, Centralafrikanska republiken och Sydsudan i norr till norra Angola i syd. Arten är livskraftig (LC).

## Beskrivning
Pälsen har huvudsakligen en brun färg med några glest fördelade röda eller gula hår. Individer av hankön har vid främre halsen ett område med körtlar som är täckt av påfallande olivgröna eller gulorange hår. Myonycteris brachycephala skiljer sig från de andra två arterna, då den endast har tre framtänder i underkäken. Myonycteris relicta och Myonycteris torquata har fyra. Individerna når en kroppslängd (huvud och bål) mellan 8,5 och 16,5 cm samt en svanslängd av upp till 1,3 cm. Främre armen som bestämmer djurets vingspann är 5,5 till 7 cm lång och vikten varierar mellan 30 och 55 gram. På gommens främre del förekommer tre odelade tvärliggande åsar, sedan följer fyra åsar med en klaff i mitten och längst bak finns två linjer av knölar.
Dessa flyghundar vistas i skogar och savanner (huvudsakligen under regntiden) med träd. De livnär sig troligen främst av frukter. Parningstiden är beroende på art och population så att ungarna föds under regntiden. Per kull föds oftast en unge och ibland tvillingar.